# Jelizaveta Toektamysjeva
Jelizaveta Sergejevna (Liza) Toektamysjeva (Russisch: Елизавета Сергеевна Туктамышева) (Glazov, 17 december 1996) is een Russisch kunstschaatsster. Toektamysjeva werd in 2015 zowel wereldkampioen als Europees kampioen kunstschaatsen. Op de wereldkampioenschappen in 2021 behaalde ze de zilveren medaille.

## Biografie
Toektamysjeva werd op 17 december 1996 geboren in het Russische Glazov, in de republiek Oedmoertië. Ze begon op vierjarige leeftijd met schaatsen. Het gezin had het niet breed en Toektamysjeva moest elke keer met de trein van Glazov naar Sint-Petersburg reizen. Ze deed daar 27 uur over. Pas in 2011 - na het overlijden van haar vader - verhuisde ze met haar moeder en jongere zus naar Sint-Petersburg. Ondertussen wist ze al wel een zilveren medaille bij de NK junioren en een zilveren en bronzen medaille bij het NK voor senioren te winnen.
In het seizoen 2010-11 was ze oud genoeg om deel te nemen aan de ISU kunstschaatswedstrijden voor junioren. Toektamysjeva werd eerste bij de NK junioren, tweede bij de Junior Grand Prix-finale en ook tweede bij de WK junioren. Tevens won ze voor de tweede maal een bronzen medaille bij de NK voor senioren. Toektamysjeva werd afgevaardigd naar de Olympische Jeugdwinterspelen 2012 in Innsbruck. Daar won ze de gouden medaille bij de meisjes, voor zilverenmedaillewinnares en landgenote Adelina Sotnikova.
Ze maakte in het seizoen 2012-13 de overstap naar de internationale wedstrijden voor senioren, nadat ze goud won bij de nationale kampioenschappen. Toektamysjeva wist vlak erna ook een bronzen medaille te winnen bij de EK kunstschaatsen 2013 en eindigde als tiende bij de WK kunstschaatsen 2013. Ze kwalificeerde zich daarentegen niet voor de Olympische Winterspelen 2014 in Sotsji. Toektamysjeva herpakte zich echter in het seizoen 2014-15: ze werd tweede bij de NK en won de EK 2015 en de WK 2015.

## Persoonlijke records
|                     | punten | toernooi               |
| ------------------- | ------ | ---------------------- |
| Hoogste totaalscore | 234.43 | 2019 World Team Trophy |
| Hoogste korte kür   | 81.53  | 2021 Finlandia Trophy  |
| Hoogste lange kür   | 153.89 | 2019 World Team Trophy |

## Belangrijke resultaten
| Kampioenschap                                     | 06/07 | 07/08 | 08/09  | 09/10 | 10/11  | 11/12  | 12/13         | 13/14         | 14/15         | 15/16         | 16/17         | 17/18         | 18/19         | 19/20         | 20/21         | 21/22         | 22/23         |
| ------------------------------------------------- | ----- | ----- | ------ | ----- | ------ | ------ | ------------- | ------------- | ------------- | ------------- | ------------- | ------------- | ------------- | ------------- | ------------- | ------------- | ------------- |
| Wereldkampioenschap                               |       |       |        |       |        |        | 10e           |               | Goud          |               |               |               |               |               | Zilver        |               |               |
| Europees kampioenschap                            |       |       |        |       |        |        | Brons         |               | Goud          |               |               |               |               |               |               |               |               |
| Grand Prix-finale                                 |       |       |        |       |        | 4e     | 5e            |               | Goud          |               |               |               | Brons         |               |               | *             |               |
| Nationaal kampioenschap                           |       | 10e   | Zilver | Brons | Brons  | 6e     | Goud          | 10e           | Zilver        | 8e            | 8e            | 7e            | t.z.t.        | 4e            | 7e            | 5e            | Zilver        |
| Olympische Jeugdspelen                            |       |       |        |       |        | Goud   | geen deelname | geen deelname | geen deelname | geen deelname | geen deelname | geen deelname | geen deelname | geen deelname | geen deelname | geen deelname | geen deelname |
| WK junioren                                       |       |       |        |       | Zilver | t.z.t. | geen deelname | geen deelname | geen deelname | geen deelname | geen deelname | geen deelname | geen deelname | geen deelname | geen deelname | geen deelname | geen deelname |
| Junior Grand Prix-finale                          |       |       |        |       | Zilver |        | geen deelname | geen deelname | geen deelname | geen deelname | geen deelname | geen deelname | geen deelname | geen deelname | geen deelname | geen deelname | geen deelname |
| NK junioren                                       | 8e    | 9e    | Zilver | 4e    | Goud   |        | geen deelname | geen deelname | geen deelname | geen deelname | geen deelname | geen deelname | geen deelname | geen deelname | geen deelname | geen deelname | geen deelname |
| * Afgelast naar aanleiding van de coronapandemie. |       |       |        |       |        |        |               |               |               |               |               |               |               |               |               |               |               |

t.z.t. = trok zich terug